# Journois
 Coordenadas : formato inválido
Jornouis é uma comunidade localizada na província canadense de Terra Nova e Labrador. Localiza-se na Área de St. George, na Região de Stephenville - Port aux Basques. 

## Ligações Externas
- Região de Stephenville - Port aux Basques] Pdf